# Sug-Aksy
Sug-Aksy (ros. Суг-Аксы) – wieś (ros. село, trb. sieło) w zachodniej części rosyjskiej autonomicznej republiki Tuwy.
Miejscowość jest ośrodkiem administracyjnym kożuunu (rejonu) sut-cholskiego. Do 1991 nosiła nazwę Sut-Chol.